# Gösta Lindeskog
Gösta Rudolf Edvard Lindeskog, född den 27 december 1904 i Östra Eds församling, Kalmar län, död den 2 juni 1984 i Uppsala, var en svensk teolog.
Lindeskog blev filosofie magister 1927, teologie kandidat 1931, teologie licentiat 1935, teologie doktor 1938 och docent i Nya testamentets exegetik samma år. Han prästvigdes 1947. Lindeskog var lärare vid Sigtunastiftelsens humanistiska läroverk 1931–1932, lektor vid Uppsala högre allmänna läroverk 1940–1964, direktor vid Sigtunastiftelsen 1943–1948 och professor i exegetik vid Åbo akademi 1964–1974. Han var ordförande i Sveriges kristliga gymnasiströrelse 1938–1942, i Sveriges förenade studentkårer 1939–1941, sekreterare i Uppsala exegetiska sällskap 1936–1952, ordförande i Kristendomslärarnas förening 1942–1949, vid Uppsala förskoleseminarium 1946–1963, styrelseledamot vid Svenska teologiska institutet i Jerusalem 1950–1977, inspektor 1959–1979, styrelseordförande vid Sigtuna folkhögskola 1959–1978 och direktor vid Religionspedagogiska institutet 1953–1977. Lindeskog blev ledamot av Nathan Söderblom-sällskapet 1941 och av Vetenskapssamhället i Uppsala 1954. Han utgav vetenskapliga arbeten, handböcker och läroböcker, bland annat Die Jesusfrage im neuzeitlichen Judentum (1938, nytryck 1973), Studien zum neutestamentlichen Schöpfungsgedanken (1952) och Judarnas Jesus (1972).